# Dogari Himal
Der Dogari Himal ist ein Gipfel im Dhaulagiri Himal, einem Teilgebirge des Himalaya in Nepal. 
Der Dogari Himal hat eine Höhe von 6536 m. Er befindet sich auf dem Hauptkamm des westlichen Dhaulagiri Himal. Zum ca. 5 km ostsüdöstlich gelegenen Siebentausender Putha Hiunchuli führt ein Berggrat. Aufgrund einer Schartenhöhe von ungefähr 400 m gilt der Dogari Himal nicht als „eigenständiger Berg“.

## Besteigungsgeschichte
Der Dogari Himal ist noch unbestiegen.